# Charles K. Tuckerman
Charles Keating Tuckerman (geboren am 11. März 1811 in Boston, Massachusetts; gestorben am 26. Februar 1896 in Florenz) war ein amerikanischer Diplomat und Schriftsteller.
1867 gab er Alexander R. Rangabés Greece: Her Progress and Present Condition heraus. Im Jahr darauf wurde er zum ersten amerikanischen Botschafter in Griechenland ernannt. Sein Mandat dauerte vom 11. März 1868 bis zum 4. November 1871.
Der Schriftsteller Henry Theodore Tuckerman war sein Bruder, der Architekt Arthur Lyman Tuckerman sein Sohn.

## Werke
- Greeks of To-day. Putnam, Boston 1872.
- Miscellaneous Poems. Moxon, Saunders and Co., London 1885.
- Personal Recollections Of Notable People At Home And Abroad. Dodd Mead & Co., New York, 1895.